# 淀川リバーサイドタウン
淀川リバーサイドタウン（よどがわリバーサイドタウン）は、高層マンション群や都市公園などで構成された、大阪市北区の再開発地域。旧淀川（大川）と天満橋筋、城北公園通、都島通に挟まれた約35.6ヘクタールの地域で、住所表記上は長柄東1･2丁目、国分寺1丁目の一帯にあたる。
以前この地域は工業地域に指定されて工場や老朽住宅が混在していたが、住居地域に指定変更して再開発（淀川リバーサイド整備事業）することにより、職住近接の住宅地区として整備された。また、同時に既存道路（天満橋筋）の拡幅なども行われた。

## 事業計画
- 計画人口 - 約1万人
- 世帯数 - 3230世帯
- 土地利用計画
  - 住宅地 - 16.45ha(46.2%)
  - 工場 - 0ha(0%)
  - 道路 - 7.6ha(21.3%)
  - 公園 - 9.35ha(26.3%)
  - 教育施設 - 1.7ha(4.8%)
  - その他 - 0.5ha(1.4%)
  - 合計 - 35.6ha(100.0%)

## 沿革
- 1979年5月 - 「大淀区淀川リバーサイド地区町づくり協議会」が発足
- 1979年12月 - 国の「特定住宅市街地総合整備促進事業制度」による整備計画の承認を受ける
- 1980年2月 - 住居地域に指定を変更
- 1982年7月 - 入居開始

## 主な施設
- 毛馬桜之宮公園（隣接）
- 大阪市立新豊崎中学校

## 交通アクセス
- 地下鉄谷町線・堺筋線・阪急千里線 天神橋筋六丁目駅下車
- 大阪環状線 天満駅下車